# Гидроаэроплан специального назначения
Гидроаэроплан специального назначения (ГАСН) — первый в мире морской торпедоносец, созданный авиаинженером М. М. Шишмарёвым в 1915 году. Соавтором ГАСН был специалист по гидросамолётам и истребителям Д. П. Григорович. Также использовалось обозначение «СОН» — самолёт особого назначения.

## История

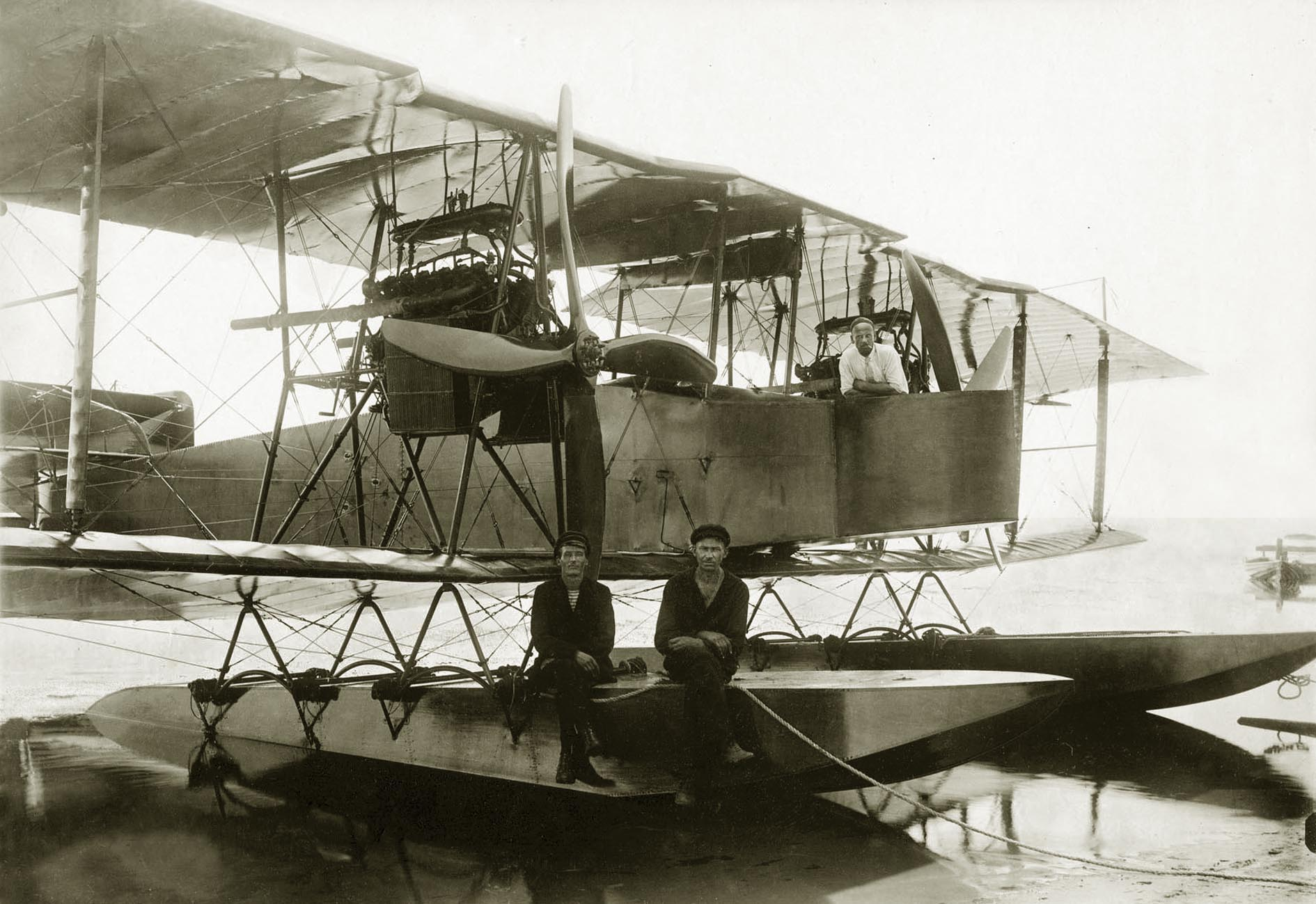
Гидроаэроплан специального назначения. Дореволюционное фото.

ГАСН был первым самолётом, в задачи которого входило доставлять большие противокорабельные торпеды и сбрасывать их по направлению вражеского судна. ГАСН — бомбардировщик-торпедоносец, двухмоторный биплан, способный нести торпеду весом 450 кг. Два двигателя Renault мощностью по 250 л.с. устанавливались в центре бипланной коробки по обеим сторонам фюзеляжа. Под двигателями на коротких стойках через систему шнуровой амортизации крепились поплавки. Экипаж составлял 3–4 человека с двумя воздушными стрелками для обороны передней и задней полусфер. Морское ведомство заказало 10 самолётов такого типа, но собран был лишь один. Первые испытания прошли 24 августа 1917 года, самолёт пилотировал старший лейтенант А. Е. Грузинов. Испытания на воде показали стабильную управляемость самолёта, но в воздухе самолёт вёл себя хуже, причиной этому стала центровка самолёта, которая была смещена к хвостовому оперению. Руль направления также работал неэффективно. 24 сентября 1917 года ГАСН потерпел аварию при посадке после испытательного полёта. Причиной аварии послужила слабость конструкции поплавка (шасси). Комитет по приёму счёл его недоработанным.   
В 1921 году по приказу главкоавио Д. П. Григорович уже самостоятельно начинает реконструкцию ГАСН, который был повреждён при испытательном полёте в 1917 году. 4 ноября 1921 года пилот Л. И. Гикса совершил пробный вылет, после чего произвёл аварийную посадку из-за отказа одного из двигателей. Более к проекту этого торпедоносца не возвращались.

## Лётно-технические характеристики
| Размах крыла, м              | 28                                                 |
| Длина самолета, м            | 14.5                                               |
| Высота самолета, м           | 3.5                                                |
| Площадь крыла м2             | 150                                                |
| Крейсерская скорость , км/ч  | 100                                                |
| Максимальная скорость , км/ч | 120                                                |
| Тип двигателя                | 2 ПД Rolls-Royce                                   |
| Мощность, л. с.              | 2 х 250                                            |
| Продолжительность полета, ч  | 7                                                  |
| Вооружение                   | один-два пулемета, одна торпеда или до 480 кг бомб |
| Экипаж, чел                  | 3-4                                                |